# Димитриевское кладбище
Димитриевское кладбище — городской некрополь в Волгограде. Употребляется также и другое название — Центральное кладбище. Адрес: улица Карла Либкнехта, 2-А.
При кладбище действует храм Cщмч. Иосифа митрополита Астраханского.
Кладбище входит в туристические маршруты города

## История
Дореволюционные могилы на кладбище не известны. Захоронения активно совершались в 1930-е годы (самое раннее из известных — Кости Чусова, утонувшего в Волге 7 августа 1932 года).
Обнаружена могила умершего 20 января 1943 года (в это время в Сталинграде шли жестокие бои, а кладбище действовало).
После решения о ликвидации Алексеевского кладбища на Димитриевское кладбище переносились некоторые захоронения оттуда (в числе первых останки крупного царицынского предпринимателя и мецената Михаила Васильевича Гурьева), в послевоенные годы был перенесён прах Марфы Царицынской.
5 октября 1997 года освящён храм Cщмч. Иосифа Астраханского, построенный на средства ритуального предприятия «Память».

## Известные захоронения
- Могилы Маргариты Агашиной и Александры Черкасовой

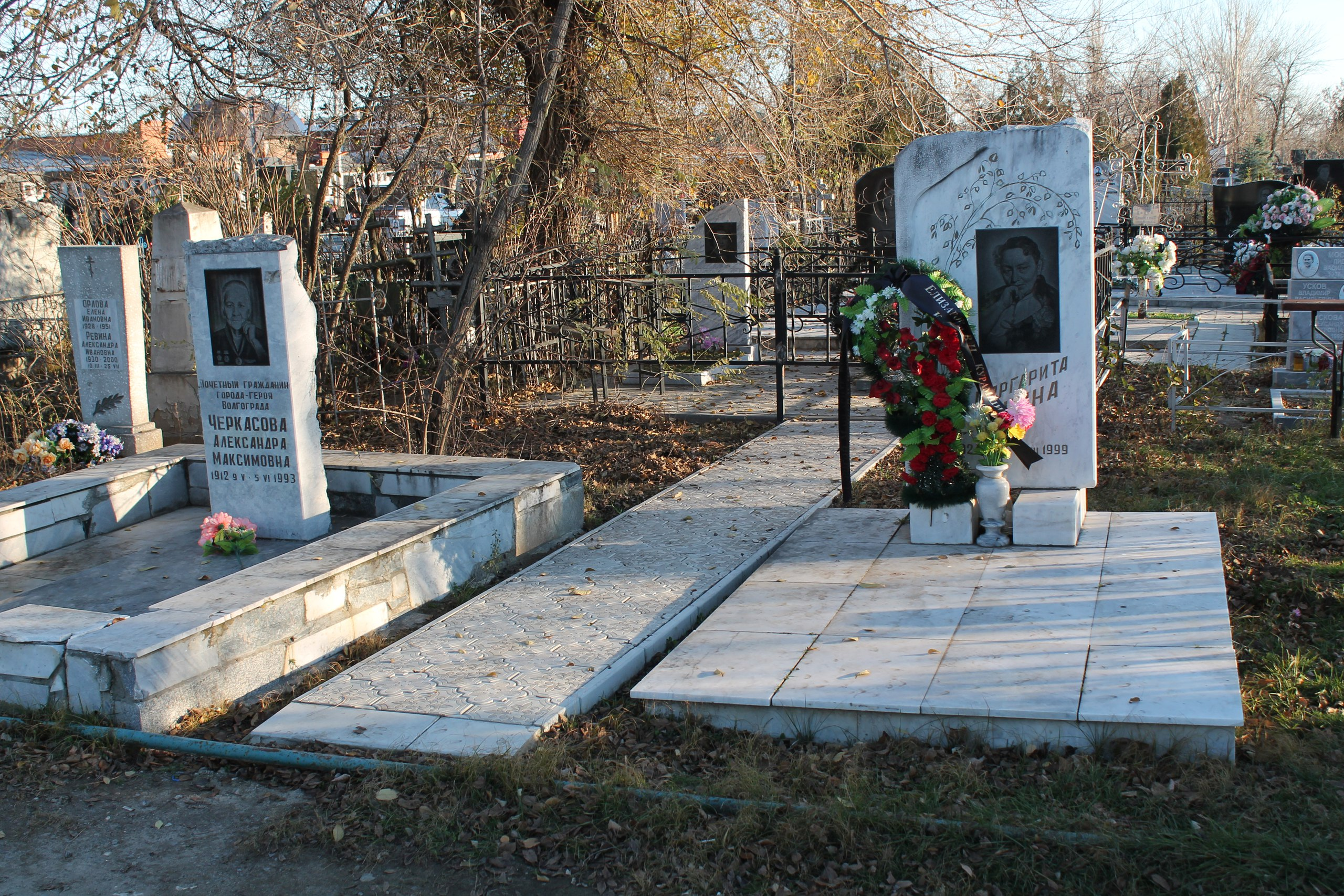
Могилы Маргариты Агашиной и Александры Черкасовой

См. категорию Похороненные на Димитриевском кладбище
- Мухридин Ашуров (1950—2007) — российский военачальник, генерал-лейтенант, Герой Российской Федерации, герой второй чеченской войны
- Маргарита Агашина (1924—1999) — русский советский поэт, автор слов многих известных песен.
- Денис Васильевич Ветчинов (1976—2008)
- Алексей Васильевич Митряков (1920—2000)
- Георгий Иванович Сергеев (1911—1988) — советский конструктор артиллерийских и ракетных комплексов
- Анатолий Фирсович Серков (1928—2009) — рабочий-сталевар
- Александра Черкасова (1912—1993) — инициатор движения за скорейшее восстановление разрушенных в Великую Отечественную войну городов. Почётный гражданин города-героя Волгограда.
- Петр Зайченко (1943—2019) — советский и российский актёр театра и кино. Заслуженный артист Российской Федерации.
- Федор Федорович Слипченко (1924—2014) — советский, российский педагог. Народный учитель СССР.
- На кладбище похоронены жертвы авиакатастрофы 24 августа 2004 года (рейс №1303 Москва-Волгоград)[5]
- Могила местночтимой православной святой блаженной Марфы Царицынской[6]